# لاوت (جزيرة)

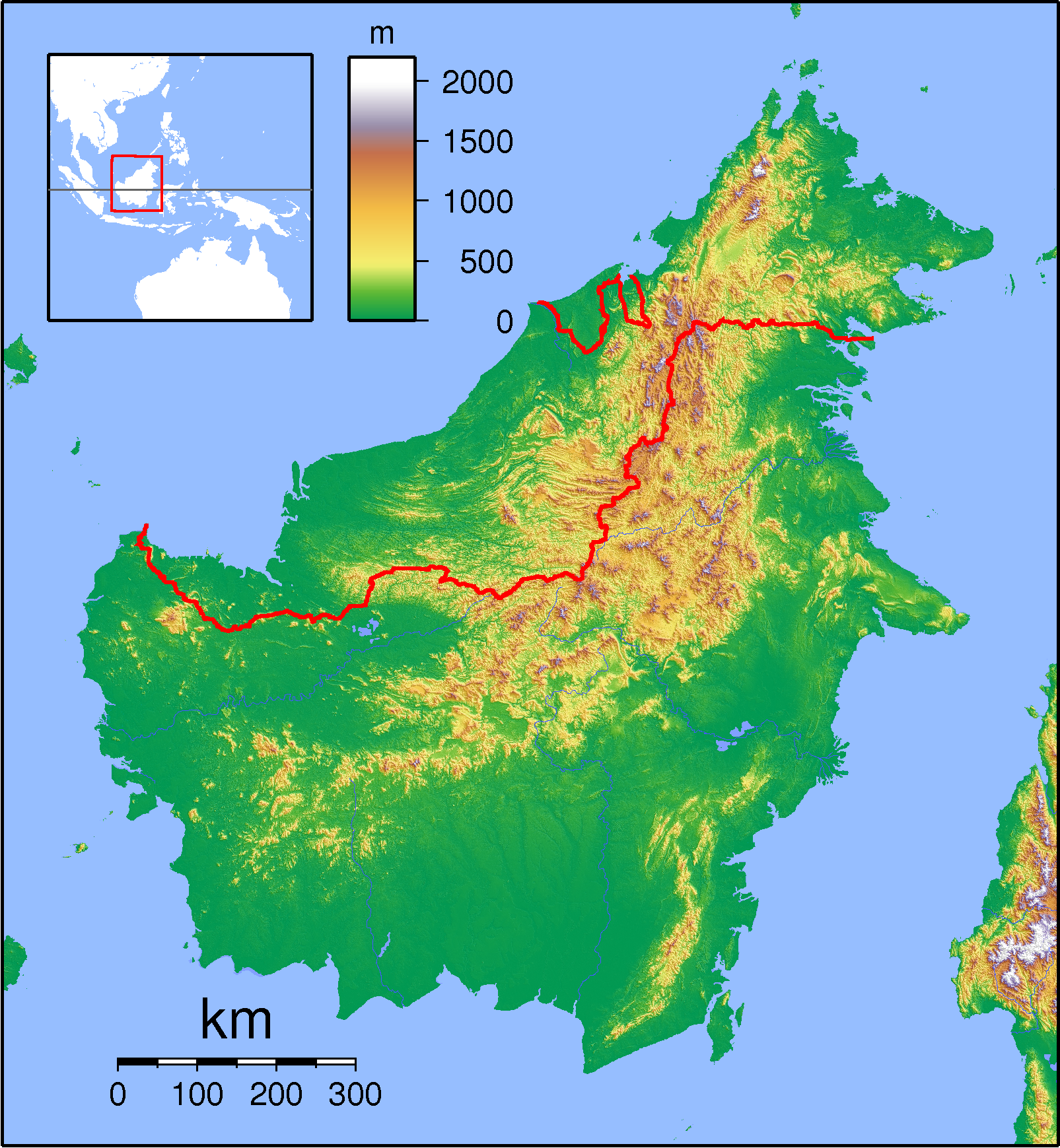

وهي جزيرة إندونيسية تقع جنوب جزيرة بورنيو وتتبع مقاطعة كليمنتان الجنوبية. مساحتها 2062 كم مربع. ويبلغ طول سواحلها 259.7 كيلومترا، ويبلغ أقصى ارتفاع من 725 متر فوق مستوى سطح البحر، مناخها استوائي وغير مسكونة.
كلمة (لاوت) باللغة الإندونيسية تعني البحر.